# Хункоу (стадион)
Профессиональный футбольный стадион Хункоу расположен в Шанхае, в районе Хункоу. Домашняя арена футбольного клуба «Шанхай Шэньхуа». Вмещает 33060 человек.

## История
В 1999 году стадион был перестроен. В 2007 году прошла реконструкция Шанхайского футбольного стадиона Хункоу в преддверии Кубка мира ФИФА 2007 среди женщин. Стоимость реконструкции составила 190 млн юаней. Было усовершенствовано оборудование, системы обеспечения безопасности. В 2009 году часть стадиона вновь была реконструирована, появились три корта для сквоша, а также стена для скалолазания.
Стадион принимал финал Кубка мира ФИФА 2007 года среди женщин и концерты многих известных музыкантов: Рианны, Канье Уэста, Linkin Park и других.

## Происшествия
Утром 28 марта 2017 года на стадионе произошёл пожар. Возгорание произошло примерно в 08:15 по местному времени на втором этаже сооружения, где располагается спортзал. На размещённых в сети видеороликах было видно, как из-под крыши футбольной арены вырывалось пламя и густой чёрный дым. По информации пожарной службы, через полчаса огонь удалось локализовать, а примерно через час пожар был полностью потушен.